# Rezki Amrouche
Rezki Amrouche (Bab El Oued, 17 novembre 1970) è un allenatore di calcio ed ex calciatore algerino, di ruolo difensore.

## Carriera

### Giocatore

#### Club
Nel 1994, dopo aver militato per due stagioni allo Hussein Dey, si è trasferito al Kabylie. Nel 1997 è passato al Club Africain. Nel 2000 è tornato al Kabylie. Il 6 luglio 2001 viene ufficializzato il suo trasferimento al Brest, squadra francese militante in terza serie. Nel gennaio 2002 è tornato in patria, al Blida. Nella stagione 2004-2005 ha militato nello JSM Béjaïa. Ha concluso la propria carriera da calciatore nel 2006, dopo aver militato per una stagione all'OMR El Annasser.

#### Nazionale
Ha debuttato in Nazionale il 14 agosto 1992, in Algeria-Guinea-Bissau (3-1). Ha messo a segno la sua prima rete con la maglia della Nazionale il 30 luglio 1995, in Algeria-Tanzania (2-1), siglando la rete del definitivo 2-1 al minuto 59. Ha partecipato, con la Nazionale, alla Coppa d'Africa 1996 e alla Coppa d'Africa 2000. È sceso in campo, inoltre, nelle qualificazioni ai mondiali 1994 e 2002, nelle qualificazioni alla Coppa d'Africa 1994, 1996, 1998 e 2002. Ha collezionato in totale, con la maglia della Nazionale, 39 presenze e una rete.

### Allenatore
Nel novembre 2008 è allenatore ad interim del Kabylie. Il 25 ottobre 2011 è diventato allenatore del Blida in sostituzione del dimissionario Abdelkrim Latrèche. Il 21 febbraio 2012 rassegna le sue dimissioni. Il 6 dicembre 2012 viene ufficializzato il suo ingaggio come assistente dell'allenatore Nacer Sandjak al Kabylie. In seguito all'esonero di Sandjak, 11 aprile 2013 viene promosso allenatore del club fino al termine della stagione. Nella stagione 2017-2018 ha allenato l'USMM Hadjout. Il 13 luglio 2019 ha firmato un contratto con il Beni Douala. Il successivo 30 settembre viene esonerato. Nel giugno 2021 ha firmato un contratto con il Lakhdaria. Nel novembre dello stesso anno viene esonerato.

## Statistiche

### Cronologia presenze e reti in nazionale
| Cronologia completa delle presenze e delle reti in nazionale ― Algeria | Cronologia completa delle presenze e delle reti in nazionale ― Algeria | Cronologia completa delle presenze e delle reti in nazionale ― Algeria | Cronologia completa delle presenze e delle reti in nazionale ― Algeria | Cronologia completa delle presenze e delle reti in nazionale ― Algeria | Cronologia completa delle presenze e delle reti in nazionale ― Algeria | Cronologia completa delle presenze e delle reti in nazionale ― Algeria | Cronologia completa delle presenze e delle reti in nazionale ― Algeria |
| Data                                                                   | Città                                                                  | In casa                                                                | Risultato                                                              | Ospiti                                                                 | Competizione                                                           | Reti                                                                   | Note                                                                   |
| ---------------------------------------------------------------------- | ---------------------------------------------------------------------- | ---------------------------------------------------------------------- | ---------------------------------------------------------------------- | ---------------------------------------------------------------------- | ---------------------------------------------------------------------- | ---------------------------------------------------------------------- | ---------------------------------------------------------------------- |
| 14-8-1992                                                              | Orano                                                                  | Algeria                                                                | 3 – 1                                                                  | Guinea-Bissau                                                          | Qual. Coppa d'Africa 1994                                              | -                                                                      |                                                                        |
| 29-8-1992                                                              | Freetown                                                               | Sierra Leone                                                           | 1 – 0                                                                  | Algeria                                                                | Qual. Coppa d'Africa 1994                                              | -                                                                      |                                                                        |
| 23-9-1992                                                              | Tunisi                                                                 | Tunisia                                                                | 1 – 1                                                                  | Algeria                                                                | Amichevole                                                             | -                                                                      |                                                                        |
| 3-10-1992                                                              | Lomé                                                                   | Togo                                                                   | 0 – 0                                                                  | Algeria                                                                | Qual. Coppa d'Africa 1994                                              | -                                                                      |                                                                        |
| 9-10-1992                                                              | Tlemcen                                                                | Algeria                                                                | 3 – 1                                                                  | Burundi                                                                | Qual. Mondiali 1994                                                    | -                                                                      | 75’                                                                    |
| 24-11-1992                                                             | Riffa                                                                  | Algeria                                                                | 0 – 0                                                                  | Emirati Arabi Uniti                                                    | Amichevole                                                             | -                                                                      |                                                                        |
| 20-12-1992                                                             | Accra                                                                  | Ghana                                                                  | 2 – 0                                                                  | Algeria                                                                | Qual. Mondiali 1994                                                    | -                                                                      | 46’                                                                    |
| 17-1-1993                                                              | Bujumbura                                                              | Burundi                                                                | 0 – 0                                                                  | Algeria                                                                | Qual. Mondiali 1994                                                    | -                                                                      |                                                                        |
| 24-1-1993                                                              | Bissau                                                                 | Guinea-Bissau                                                          | 1 – 4                                                                  | Algeria                                                                | Qual. Coppa d'Africa 1994                                              | -                                                                      |                                                                        |
| 26-2-1993                                                              | Tlemcen                                                                | Algeria                                                                | 2 – 0                                                                  | Ghana                                                                  | Qual. Mondiali 1994                                                    | -                                                                      |                                                                        |
| 9-4-1993                                                               | Algeri                                                                 | Algeria                                                                | 0 – 0                                                                  | Sierra Leone                                                           | Qual. Coppa d'Africa 1994                                              | -                                                                      |                                                                        |
| 16-4-1993                                                              | Tlemcen                                                                | Algeria                                                                | 1 – 1                                                                  | Costa d'Avorio                                                         | Qual. Mondiali 1994                                                    | -                                                                      | 6’                                                                     |
| 23-4-1993                                                              | Tlemcen                                                                | Algeria                                                                | 4 – 0                                                                  | Togo                                                                   | Qual. Coppa d'Africa 1994                                              | -                                                                      |                                                                        |
| 18-7-1993                                                              | Abidjan                                                                | Costa d'Avorio                                                         | 1 – 0                                                                  | Algeria                                                                | Qual. Mondiali 1994                                                    | -                                                                      | 6’                                                                     |
| 22-9-1993                                                              | Casablanca                                                             | Marocco                                                                | 0 – 0                                                                  | Algeria                                                                | Amichevole                                                             | -                                                                      |                                                                        |
| 8-10-1993                                                              | Algeri                                                                 | Algeria                                                                | 1 – 1                                                                  | Nigeria                                                                | Qual. Mondiali 1994                                                    | -                                                                      |                                                                        |
| 12-11-1994                                                             | Kampala                                                                | Uganda                                                                 | 1 – 1                                                                  | Algeria                                                                | Qual. Coppa d'Africa 1996                                              | -                                                                      |                                                                        |
| 16-12-1994                                                             | Sfax                                                                   | Tunisia                                                                | 1 – 0                                                                  | Algeria                                                                | Amichevole                                                             | -                                                                      |                                                                        |
| 8-1-1995                                                               | Algeri                                                                 | Algeria                                                                | 1 – 0                                                                  | Egitto                                                                 | Qual. Coppa d'Africa 1996                                              | -                                                                      |                                                                        |
| 7-4-1995                                                               | Algeri                                                                 | Algeria                                                                | 2 – 0                                                                  | Etiopia                                                                | Qual. Coppa d'Africa 1996                                              | -                                                                      |                                                                        |
| 24-4-1995                                                              | Omdurman                                                               | Sudan                                                                  | 0 – 2                                                                  | Algeria                                                                | Qual. Coppa d'Africa 1996                                              | -                                                                      |                                                                        |
| 2-6-1995                                                               | Algeri                                                                 | Algeria                                                                | 1 – 1                                                                  | Uganda                                                                 | Qual. Coppa d'Africa 1996                                              | -                                                                      |                                                                        |
| 14-7-1995                                                              | Il Cairo                                                               | Egitto                                                                 | 1 – 1                                                                  | Algeria                                                                | Qual. Coppa d'Africa 1996                                              | -                                                                      |                                                                        |
| 22-7-1995                                                              | Algeri                                                                 | Algeria                                                                | 2 – 1                                                                  | Tunisia                                                                | Amichevole                                                             | -                                                                      | 46’                                                                    |
| 30-7-1995                                                              | Algeri                                                                 | Algeria                                                                | 2 – 1                                                                  | Tanzania                                                               | Qual. Coppa d'Africa 1996                                              | 1                                                                      |                                                                        |
| 3-11-1995                                                              | Tunisi                                                                 | Algeria                                                                | 4 – 0                                                                  | Mauritania                                                             | Amichevole                                                             | -                                                                      | 46’                                                                    |
| 5-11-1995                                                              | Tunisi                                                                 | Tunisia                                                                | 2 – 0                                                                  | Algeria                                                                | Amichevole                                                             | -                                                                      |                                                                        |
| 6-10-1996                                                              | Algeri                                                                 | Algeria                                                                | 4 – 1                                                                  | Costa d'Avorio                                                         | Qual. Coppa d'Africa 1998                                              | -                                                                      | 40’                                                                    |
| 4-1-1997                                                               | Sfax                                                                   | Tunisia                                                                | 0 – 0                                                                  | Algeria                                                                | Amichevole                                                             | -                                                                      |                                                                        |
| 26-1-1997                                                              | Bamako                                                                 | Mali                                                                   | 1 – 0                                                                  | Algeria                                                                | Qual. Coppa d'Africa 1998                                              | -                                                                      |                                                                        |
| 22-1-1999                                                              | Algeri                                                                 | Algeria                                                                | 0 – 1                                                                  | Tunisia                                                                | Qual. Coppa d'Africa 2000                                              | -                                                                      |                                                                        |
| 20-1-2000                                                              | Cotonou                                                                | Burkina Faso                                                           | 1 – 0                                                                  | Algeria                                                                | Amichevole                                                             | -                                                                      |                                                                        |
| 24-1-2000                                                              | Kumasi                                                                 | RD del Congo                                                           | 0 – 0                                                                  | Algeria                                                                | Coppa d'Africa 2000 - Gironi                                           | -                                                                      |                                                                        |
| 29-1-2000                                                              | Kumasi                                                                 | Gabon                                                                  | 1 – 3                                                                  | Algeria                                                                | Coppa d'Africa 2000 - Gironi                                           | -                                                                      |                                                                        |
| 2-2-2000                                                               | Kumasi                                                                 | Sudafrica                                                              | 1 – 1                                                                  | Algeria                                                                | Coppa d'Africa 2000 - Gironi                                           | -                                                                      |                                                                        |
| 6-2-2000                                                               | Accra                                                                  | Camerun                                                                | 2 – 1                                                                  | Algeria                                                                | Coppa d'Africa 2000 - Quarti di finale                                 | -                                                                      |                                                                        |
| 16-6-2000                                                              | Annaba                                                                 | Algeria                                                                | 1 – 1                                                                  | Senegal                                                                | Qual. Mondiali 2002                                                    | -                                                                      | 75’ 81’                                                                |
| 28-6-2000                                                              | Tunisi                                                                 | Tunisia                                                                | 2 – 2                                                                  | Algeria                                                                | Amichevole                                                             | -                                                                      | 46’                                                                    |
| 9-7-2000                                                               | Fès                                                                    | Marocco                                                                | 2 – 1                                                                  | Algeria                                                                | Qual. Mondiali 2002                                                    | -                                                                      |                                                                        |
| Totale                                                                 |                                                                        | Presenze                                                               | 39                                                                     |                                                                        | Reti                                                                   | 1                                                                      |                                                                        |

## Palmarès

### Giocatore

#### Club

##### Competizioni nazionali
- Campionato algerino di calcio: 1

JS Kabylie: 1994-1995
- Coppa di Tunisia: 2

Club Africain: 1997-1998, 1999-2000

##### Competizioni internazionali
- Coppa delle Coppe d'Africa: 1

JS Kabylie: 1995
- Coppa CAF: 1

JS Kabylie: 2001